# Curtis Sanford
Curtis Sanford (ur. 5 października 1979 w Owen Sound, Ontario) – kanadyjski hokeista występujący na pozycji bramkarza.

## Kariera
- Wiarton Wolves (1994-1995)
- Collingwood Blues (1995-1996)
- Owen Sound Greys (1996)
- Owen Sound Platers (1996-2000)
- Missouri River Otters (2000)
- Rochester Americans (2000)
- Peoria Rivermen (2000-2002)
- Worcester IceCats (2000-2005)
- St. Louis Blues (2000, 2005-2007)
- Vancouver Canucks (2007-2009)
- Manitoba Moose (2009)
- Hamilton Bulldogs (2009-2011)
- Columbus Blue Jackets (2011-2012)
- Łokomotiw Jarosław (2012-2015)

Występował w rozgrywkach OHL, AHL, ECHL oraz NHL. Od czerwca 2012 zawodnik Łokomotiwu Jarosław w lidze KHL. W lipcu 2013 przedłużył kontrakt z klubem o rok. Pod koniec kwietnia 2014 przedłużył kontrakt z klubem o rok. W marcu 2015 poinformował o zakończeniu kariery.

## Sukcesy
Klubowe
- Mistrzostwo dywizji AHL: 2010, 2011 z Hamilton Bulldogs
- Norman R. „Bud” Poile Trophy: 2010 z Hamilton Bulldogs
- Brązowy medal mistrzostw Rosji: 2014 z Łokomotiwem Jarosław

Indywidualne
- ECHL (2000/2001):
  - Drugi skład gwiazd
- AHL (2009/2010):
  - Harry „Hap” Holmes Memorial Award – największa liczba obronionych strzałów
- AHL (2010/2011):
  - Pierwsze miejsce w klasyfikacji średniej goli straconych na mecz: 1,93
  - Mecz gwiazd AHL
  - Drugi skład gwiazd
- KHL (2012/2013):
  - Pierwsze miejsce w klasyfikacji skuteczności interwencji w fazie play-off: 94,4%
- KHL (2013/2014):
  - Drugie miejsce w klasyfikacji meczów bez straty gola w sezonie zasadniczym: 7
  - Najlepszy bramkarz – ćwierćfinały konferencji
  - Najlepszy bramkarz miesiąca – marzec 2014
  - Czwarte miejsce w klasyfikacji średniej goli straconych na mecz w fazie play-off: 1,92
  - Trzecie miejsce w klasyfikacji meczów bez straty gola w fazie play-off: 2
  - Złoty Kask (przyznawany sześciu zawodnikom wybranym do składu gwiazd sezonu)[5]